# Petra Chocová
Petra Chocová –también conocida por su nombre de casada Petra Weber– (Česká Lípa, Checoslovaquia, 16 de agosto de 1986) es una deportista checa que compitió en natación, especialista en el estilo braza.
Ganó una medalla de oro en el Campeonato Europeo de Natación de 2012 y tres medallas en el Campeonato Europeo de Natación en Piscina Corta de 2012.

## Palmarés internacional
| Campeonato Europeo                  | Campeonato Europeo | Campeonato Europeo | Campeonato Europeo |
| Año                                 | Lugar              | Medalla            | Prueba             |
| ----------------------------------- | ------------------ | ------------------ | ------------------ |
| 2012                                | Debrecen (Hungría) | Medalla de oro     | 50 m braza         |
| Campeonato Europeo en Piscina Corta |                    |                    |                    |
| Año                                 | Lugar              | Medalla            | Prueba             |
| 2012                                | Chartres (Francia) | Medalla de oro     | 50 m braza         |
| 2012                                | Chartres (Francia) | Medalla de plata   | 100 m braza        |
| 2012                                | Chartres (Francia) | Medalla de plata   | 4 × 50 m estilos   |